# Лесюэр, Юбер
Юбер Лесюэр (Ле Сюэр; фр. Hubert Le Sueur; около 1580, Париж — 1658[…], Лондон) — французский скульптор, работавший в Лондоне.

## Биография

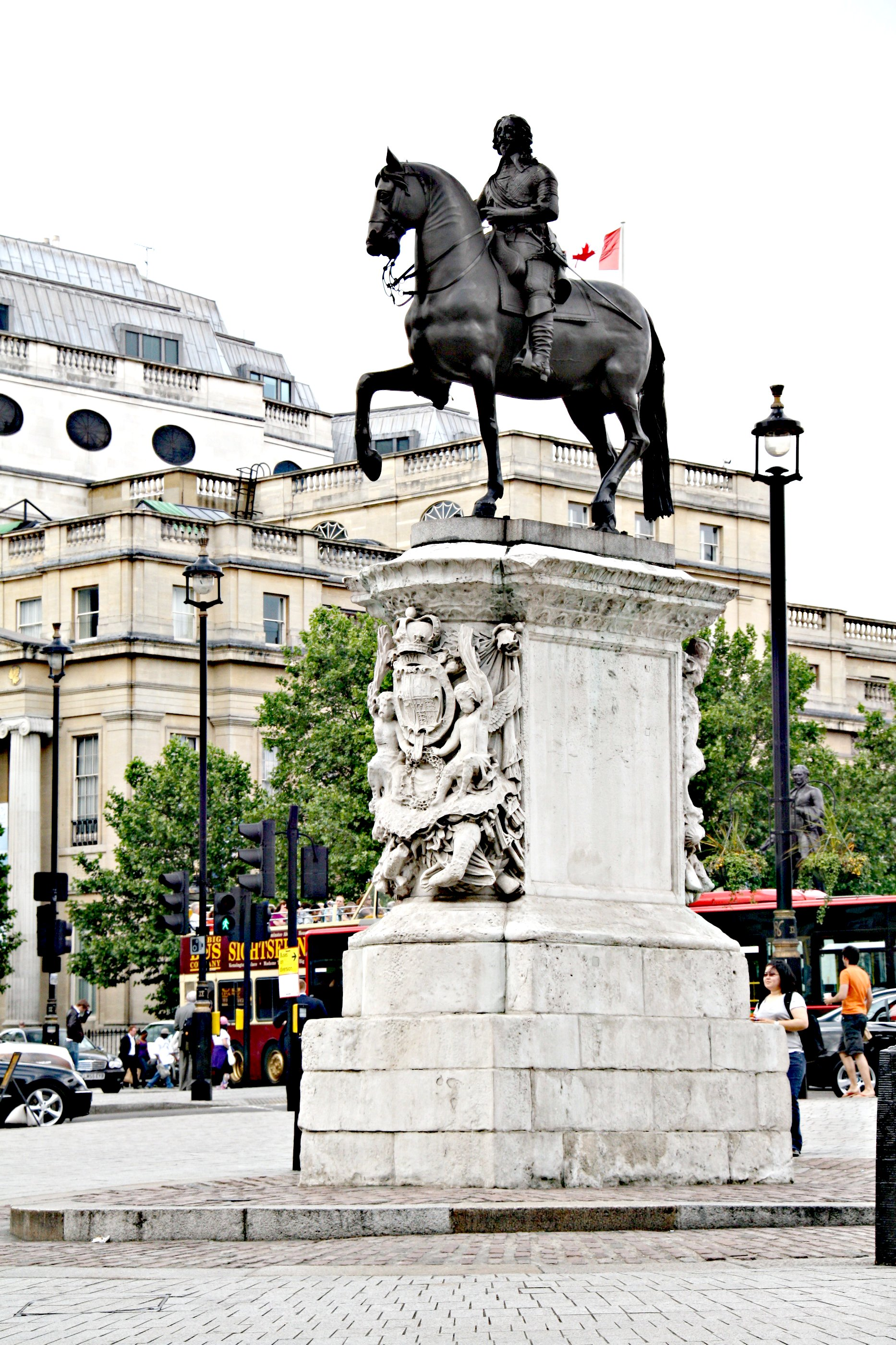
Конная статуя Карла I (Чаринг-Кросс)

Родился около 1580 года. Биография Лесюэра известна плохо. Не выявлены его возможные родственные связи с другими французскими гравёрами и художниками по фамилии Лесюэр. Уже современники, такие, как литератор Генри Пичем, считали, что Лесюэр обучался ремеслу скульптора во Флоренции у Джамболоньи, но документальных подтверждений этому нет. Тем не менее, предполагается, что Лесюэр помогал сначала Джамболонье а потом его ученику и преемнику Пьетро Такка в работе над памятником королю Генриху IV для города Парижа, что позволило ему выработать навыки, необходимые для создания конных статуй.
В 1610 году он уже был в Париже и крестил сына в католической церкви Сен-Жермен-л’Осеруа напротив Лувра, причём в приходскую книгу был записан, как «королевский скульптор».
Предполагается, что в 1613 году Лесюэр познакомился в Париже с английским архитектором Иниго Джонсом, который пригласил его в Лондон, куда Лесюэр отправился вместе с семьёй.
Однако, фактически, достоверно о работе Лесюэра в Англии можно говорить только с 1625 года, когда он создал по рисункам Иниго Джонса фигуры для катафалка на похоронах короля Англии Якова I.
В 1631 году Лесюэр из Лондона отправился в Рим, чтобы снять копии с нескольких произведений античной скульптуры для украшения парка (англ.) лондонского королевского дворца Уайтхолл (ни дворец, ни парк не сохранились). По мнению Пичема, лучшей среди копий Лесюэра стал «Гладиатор Боргезе».
В 1633 году, снова находясь в Лондоне, он создал бронзовую конную статую короля Карла I, которая спустя несколько десятилетий (в 1675 году) была установлена на лондонской площади Чаринг-Кросс (которая ныне, фактически, представляет собой часть Трафальгарской площади).

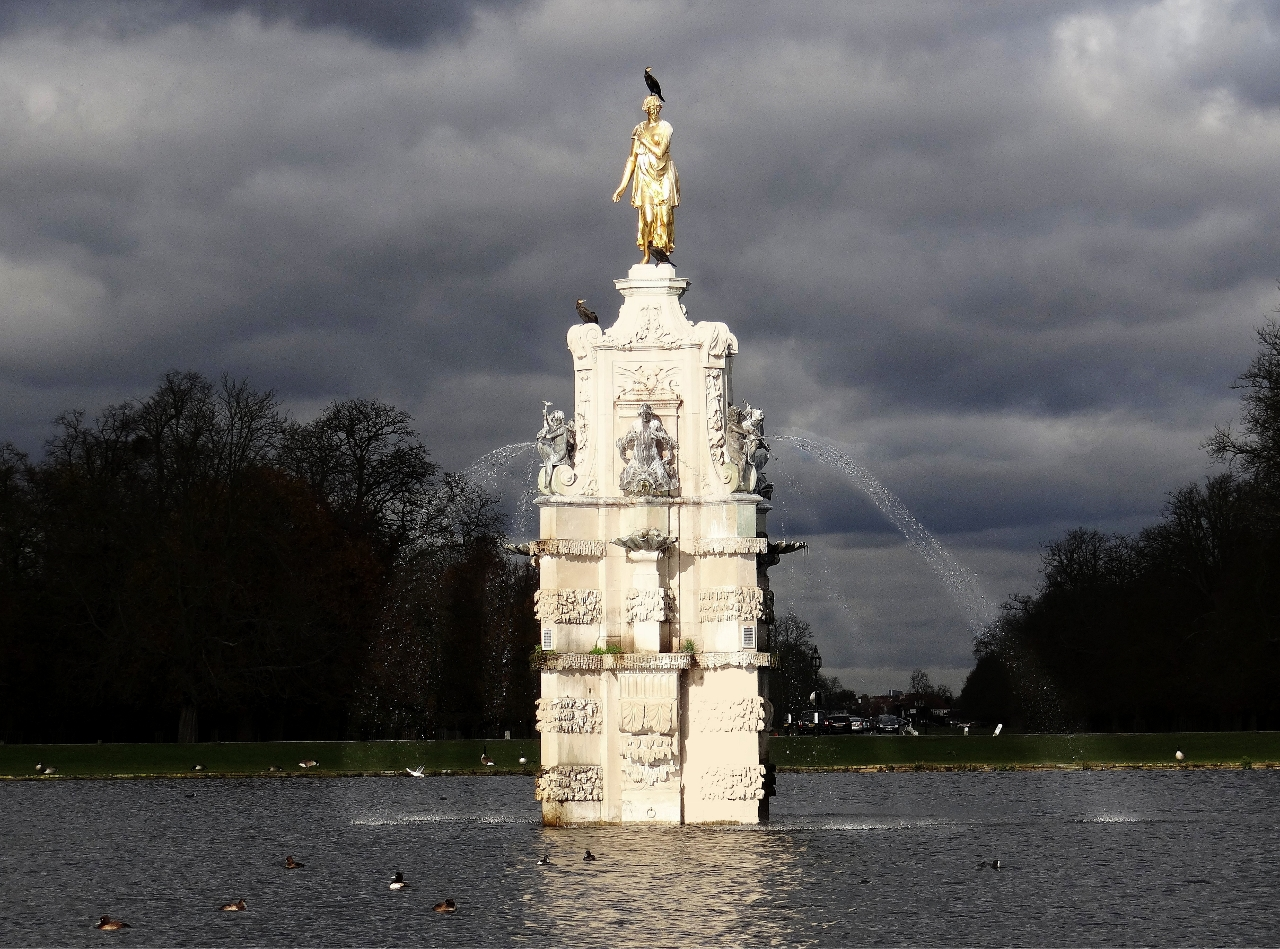
Фонтан Дианы, совместная работа Юбера Лесюэра и Франческо Фанелли, Лондон.

Хотя в Париже Лесюэр считался католиком, в Лондоне он часто посещал гугенотскую церковь. Его наиболее известным современником-скульптор и конкурентом при английском королевском дворе был итальянец Франческо Фанелли.
Среди других самых известных работ Лесюэра:
- Фонтан Дианы, совместная работа Лесюэра и Франческо Фанелли. Представляет собой позолоченную статую Дианы, установленную на высоком постаменте-фонтане со скульптурными группами по бокам посередине большого пруда.
- Надгробие фаворита короля герцога Бэкингема в Вестминстерском аббатстве
- Статуя ректора Оксфордского университета Уильям Герберта, 3-го графа Пембрука, первоначально установленная перед загородной резиденцией графов Пембруков из рода Гербертов Уилтон-хаус, а в 1723 году, по инициативе 8-го графа Пембрука — в Оксфорде перед входом в одно из зданий Бодлианской библиотеки.
- Надгробие Людовика Стюарта, 2-го герцога Леннокса и его жены в Вестминстерском аббатстве

Также Лесюэр выполнил и целый ряд других работ, включая портретные бюсты и статуи кабинетного формата.
С началом Английской революции, Лесюэр вернулся во Францию. В 1643 году в Париже он получил последний документированный заказ, после чего исчез из истории искусства. Последний раз Лесюэр был упомянут в документах, как живой человек, в 1658 году, а спустя десять лет, в 1668 году, его жена была указана вдовой.
Дата смерти Лесюэра неизвестна.

## Галерея

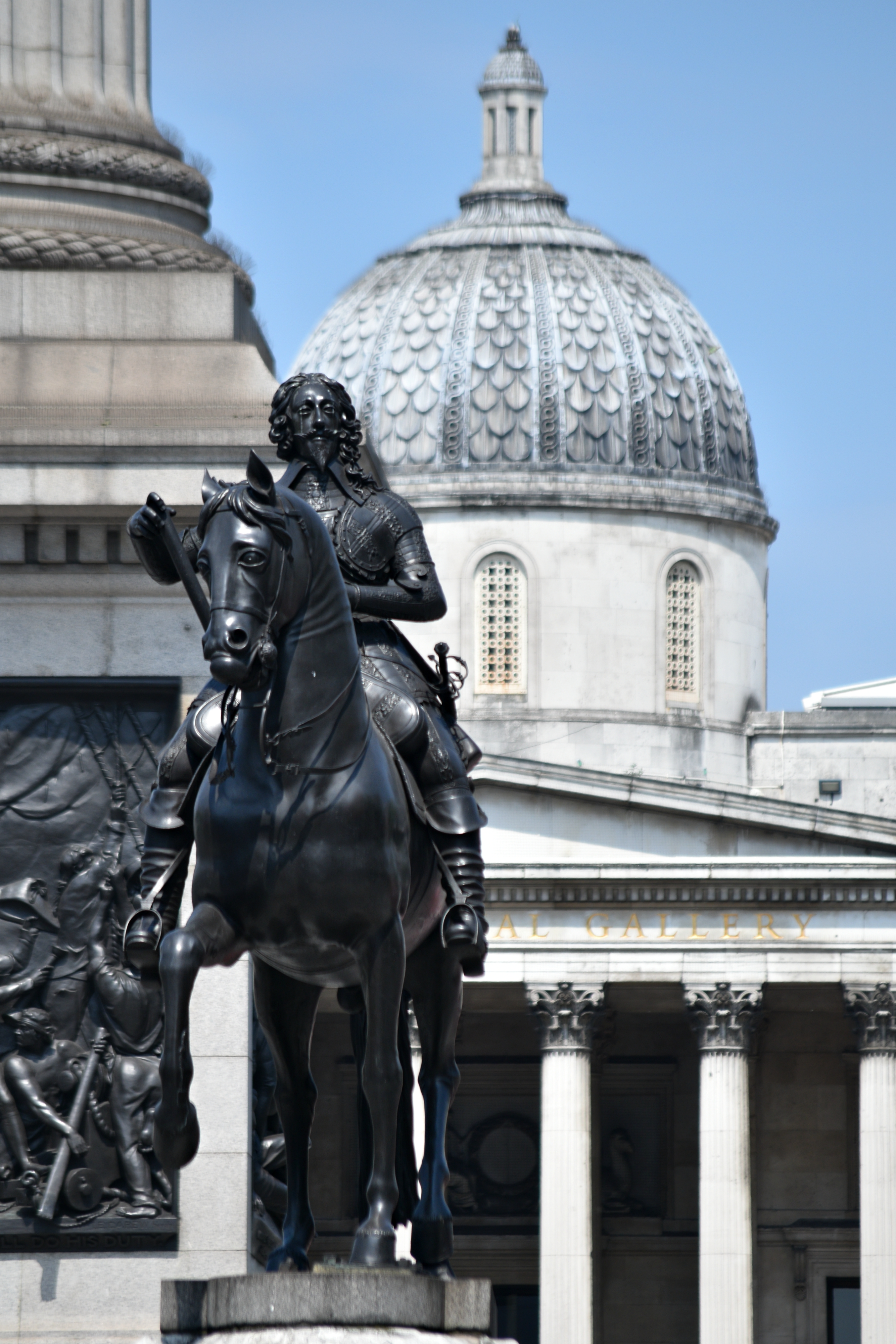
Конная статуя Карла I (Чаринг-Кросс) крупным планом. На заднем плане — Трафальгарская колонна.
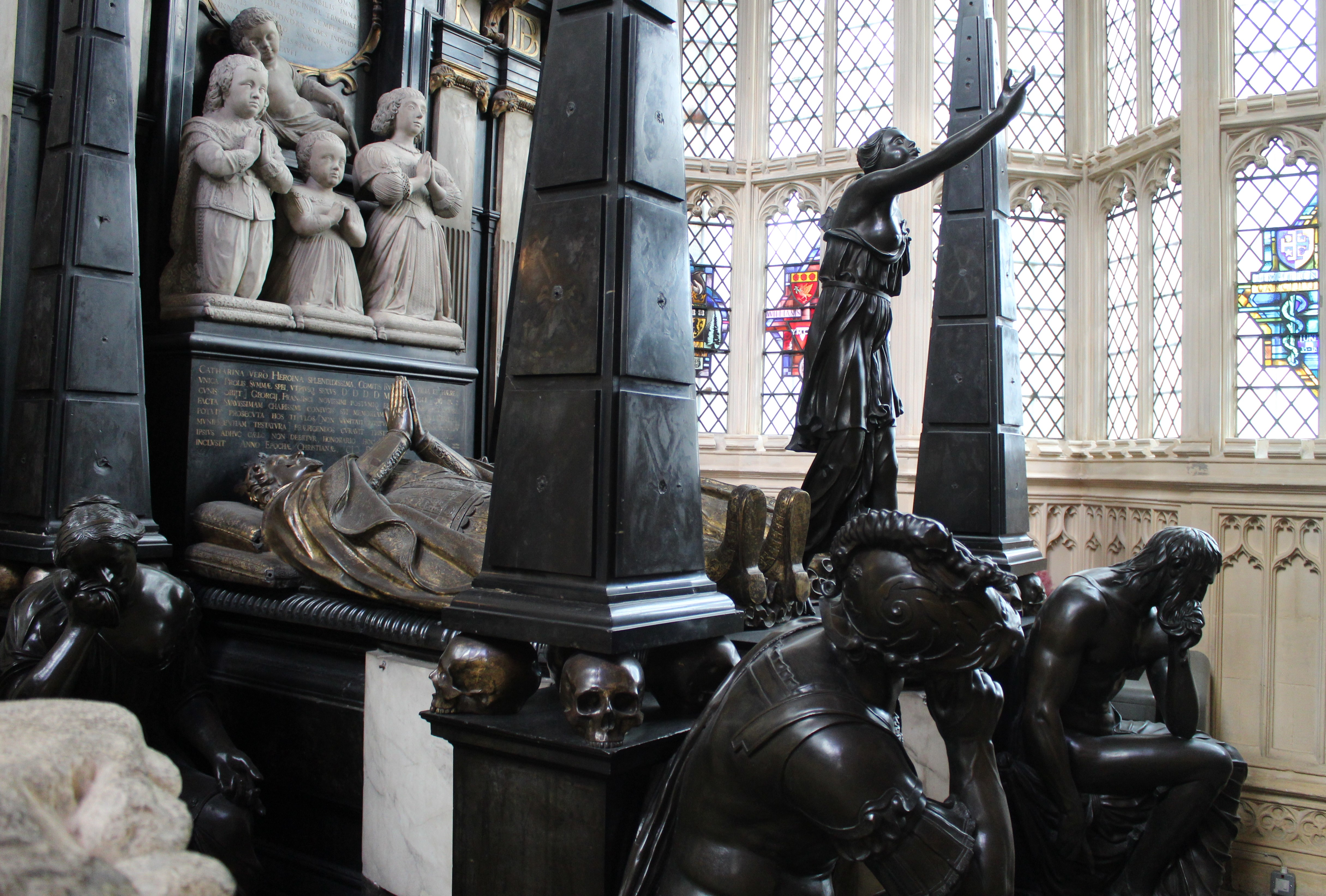
Надгробие герцога Бэкингема, Вестминстерское аббатство
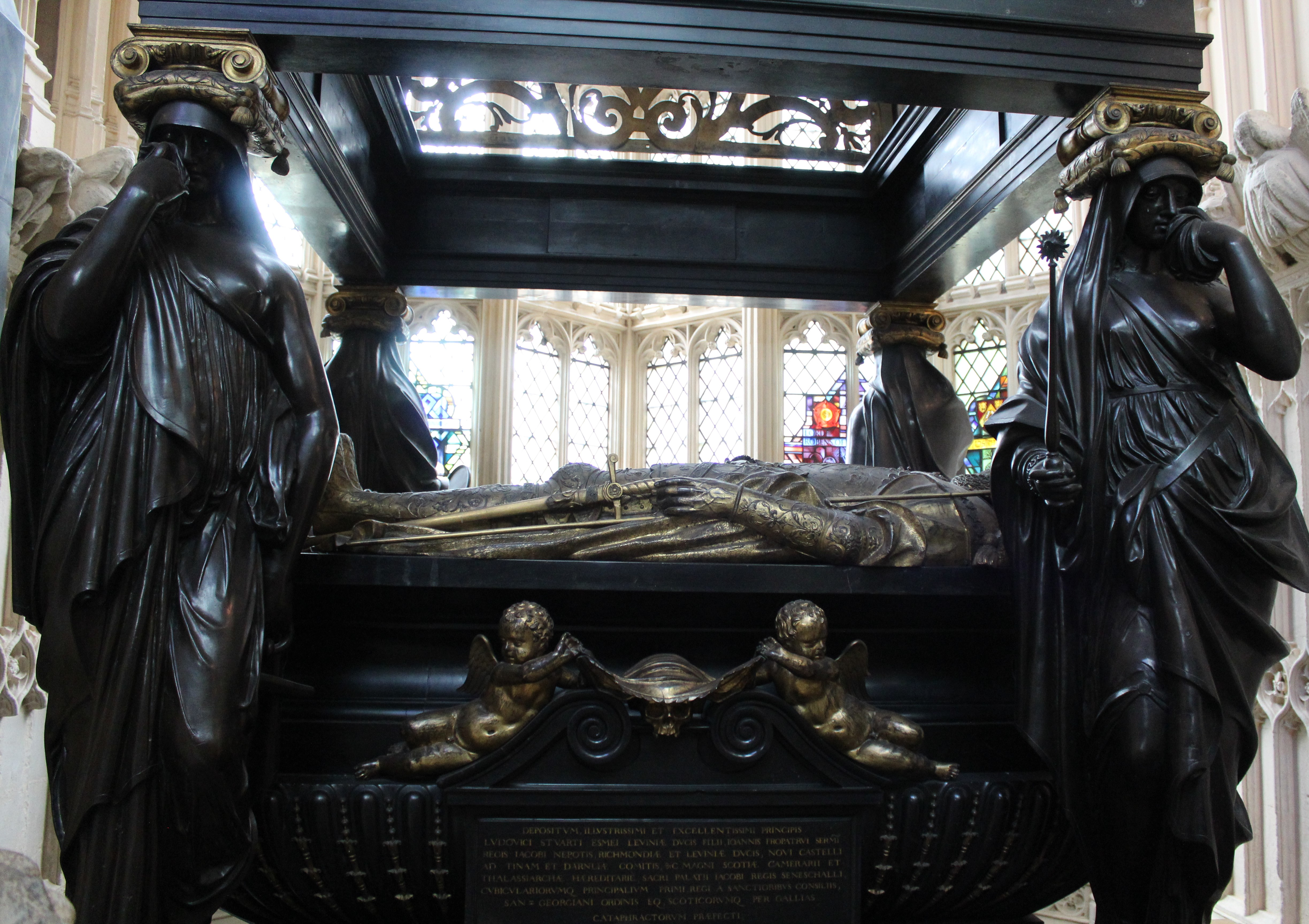
Надгробие Людовика Стюарта, 2-го герцога Леннокса и его жены, Вестминстерское аббатство
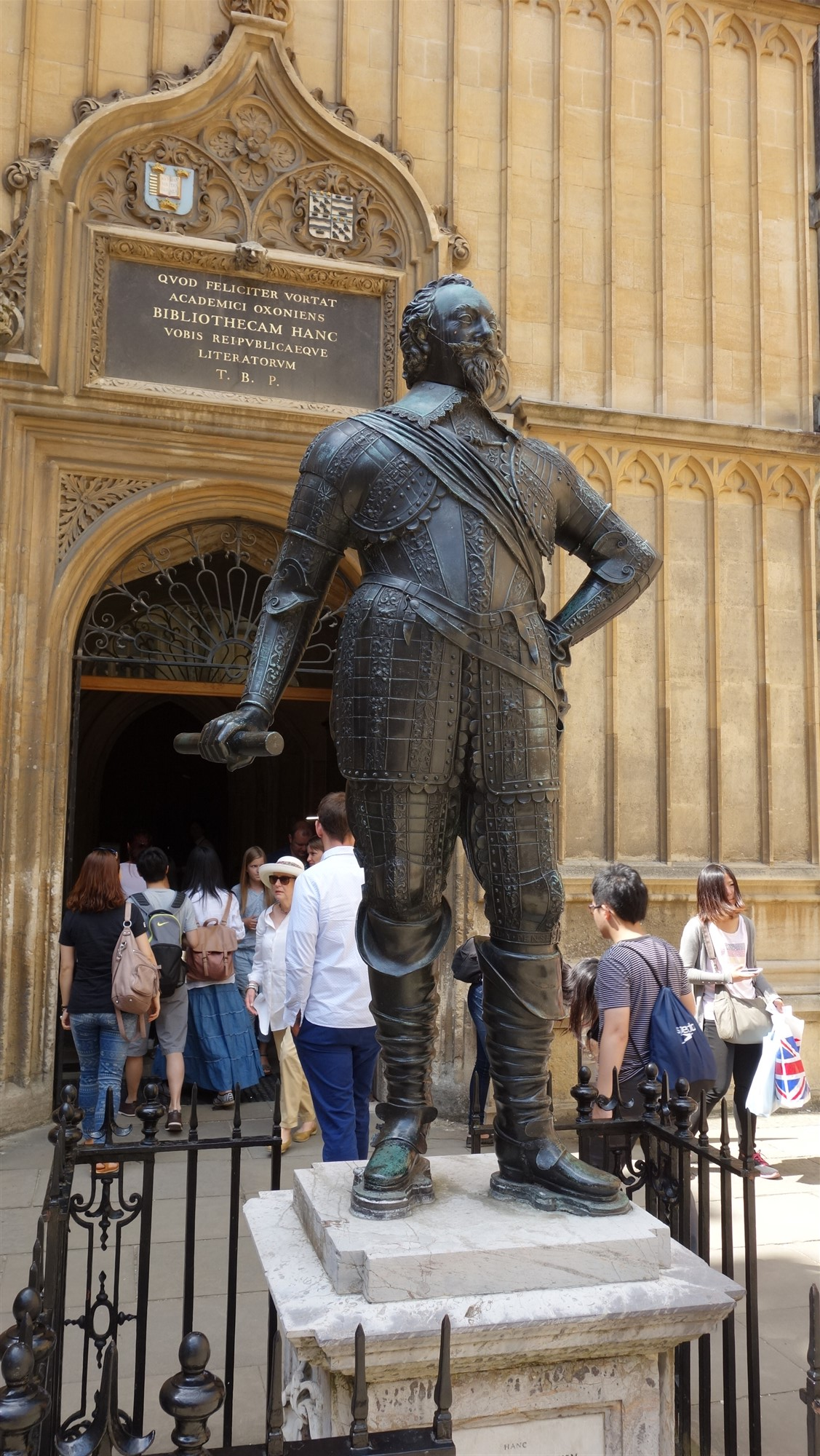
Памятник ректору Оксфордского университета Уильяму Герберту, 3-му графу Пембруку перед входом в одно из зданий Бодлианской библиотеки, Оксфорд.